# Sarah Bolger
Sarah Lee Bolger (Dublin, 28 de fevereiro de 1991) é uma atriz irlandesa. Conhecida pelos seus papeis em Once Upon a Time como princesa Aurora e como Mary Tudor em The Tudors. A atriz de olhos azuis brilhantes, é a irmã mais velha da atriz irlandesa Emma Bolger, elas atuaram juntas em Terra dos Sonhos (2002). Seus pais são Monica e Derek Bolger. Ela é católica praticante, tendo inspiração em sua avó materna.
Rescentemente interpretou a Emily Thomas na serie de TV Mayans M.C. produzida pela FX, uma das personagens mais importantes para trama.

## Filmografia
| Ano         | Titulo                                                            | Papel                    | Notas                               |
| ----------- | ----------------------------------------------------------------- | ------------------------ | ----------------------------------- |
| 1999        | A Love Divided                                                    | Eileen Cloney            |                                     |
| 1999        | A Secret Affair                                                   | Helena Fitzgerald        | TV                                  |
| 2002        | The World of Tosh                                                 | Voice only               | TV                                  |
| 2002        | In America                                                        | Christy                  |                                     |
| 2004        | The Clinic                                                        | Janey Quinn              | TV                                  |
| 2005        | Premonition                                                       | Azura                    | Curta-metragem                      |
| 2005        | Tara Road                                                         | Annie                    |                                     |
| 2006        | Stardust                                                          | Lorraine Keegan          | TV                                  |
| 2006        | Stormbreaker                                                      | Sabina Pleasure          |                                     |
| 2008        | The Spiderwick Chronicles                                         | Mallory Grace            |                                     |
| 2008 - 2009 | The Tudors                                                        | Princesa/Lady Mary Tudor | TV                                  |
| 2009        | The Fence                                                         | Roma                     |                                     |
| 2009        | Iron Cross                                                        | Kashka                   |                                     |
| 2011        | Kiss me                                                           | Zoe                      |                                     |
| 2011        | Once Upon a Time                                                  | Aurora (Bela Adormecida) | 2ª temporada, personagem recorrente |
| 2011        | The Moth Diaries                                                  | Rebecca                  |                                     |
| 2013        | As Cool as I Am                                                   | Lucy Diamond             |                                     |
| 2013        | Crush                                                             | Jules                    | Filme                               |
| 2015        | Marvel's Agent Carter (série)                                     | Violet                   | TV                                  |
| 2015        | The Lazarus Effect (BR: Renascida do Inferno/PT: O Efeito Lázaro) | Eva                      |                                     |
| 2023        | Mayans M.C.                                                       | Emily Thomas             | TV                                  |

## Prêmios e indicações
| Ano  | Indicação                 | Prêmio                                        | Categoria                                            | Resultado | Ref.        |
| ---- | ------------------------- | --------------------------------------------- | ---------------------------------------------------- | --------- | ----------- |
| 2003 | In America                | Washington D.C. Area Film Critics Association | Melhor Atriz Coadjuvante                             | Indicado  |             |
| 2004 | In America                | Broadcast Film Critics Association Award      | Melhor Jovem Ator/Atriz                              | Indicado  |             |
| 2004 | In America                | Chicago Film Critics Association Awards       | Ator Mais Promissor                                  | Indicado  |             |
| 2004 | In America                | Independent Spirit Award                      | Melhor Atriz Coadjuvante                             | Indicado  | [ 2 ]       |
| 2004 | In America                | Phoenix Film Critics Society                  | Melhor Atriz Jovem em Papel Principal ou Coadjuvante | Indicado  |             |
| 2004 | In America                | Satellite Award                               | Melhor Atriz Coadjuvante em Filme Dramático          | Indicado  |             |
| 2004 | In America                | Screen Actors Guild Award                     | Melhor Elenco em Cinema                              | Indicado  | [ 3 ]       |
| 2009 | Ela mesma                 | Berlin International Film Festival            | Shooting Stars Award                                 | Venceu    | [ 4 ]       |
| 2009 | The Spiderwick Chronicles | Irish Film & Television Awards                | Melhor Atriz Coadjuvante em Cinema                   | Indicado  | [ 5 ]       |
| 2009 | Ela mesma                 | Chicago Film Critics Association Awards       | Rising Star Award                                    | Indicado  | [ 5 ]       |
| 2010 | The Tudors                | Irish Film & Television Awards                | Melhor Atriz Coadjuvante em Televisão                | Venceu    | [ 6 ]       |
| 2011 | The Tudors                | Irish Film & Television Awards                | Melhor Atriz Coadjuvante em Televisão                | Indicado  | [ 7 ]       |
| 2018 | Halal Daddy               | Irish Film & Television Awards                | Melhor Atriz em Cinema                               | Indicado  | [ 8 ] [ 9 ] |